# 盛顒
盛 顒（せい ぎょう、1418年 - 1492年）は、明代の官僚。字は時望。本貫は常州府無錫県。

## 生涯
盛文珪と馬氏の子として生まれた。1451年（景泰2年）、進士に及第し、河南道監察御史に任じられた。
1457年（天順元年）、盛顒は御史の張鵬らとともに石亨と曹吉祥を違法の諸事で弾劾しようとした。しかし先立って給事中の王鉉がこのことを石亨に漏らしていた。石亨と曹吉祥が泣いて英宗に訴え、張鵬らが宦官の張永の甥を殺し、党派を結んで排斥を図っていると誣告した。盛顒は束鹿知県に降格された。束鹿県では労役にムラがあって民衆が苦しんでいたため、盛顒は九則法を立てた。母が死去したため、盛顒は辞職して喪に服した。喪が明けると、束鹿県の民が宮殿を訪れて盛顒の復帰を求めた。盛顒は束鹿知県に再任された。郊外の空き地に室を築くと、争って人が集まり市を成したので、「清官店」と号された。
1464年（天順8年）、成化帝が即位すると、盛顒は所轄の官司にその治行を奏聞された。このため邵武府知府に抜擢された。より統治の困難な延平府知府に転じた。巡按御史に統治の実績を報告され、特別に封誥を賜った。1473年（成化9年）、広西参政に転じた。1476年（成化12年）、雲南右布政使に転じた。父が死去したため、盛顒は辞職して喪に服した。喪が明けると、陝西左布政使に転じた。たびたび飢饉が起こったが、盛顒は食糧の輸送を欠かさなかった。1481年（成化17年）、北京に召還されて刑部右侍郎となった。1483年（成化19年）、南京刑部右侍郎に転じた。1484年（成化20年）、山東で旱魃による飢饉が起こり、反乱が発生したため、盛顒は左副都御史となり山東巡撫をつとめた。盛顒が着任すると、大雨が降って、農作物が蘇った。救荒のため穀物を振恤したが、なお粟100万石あまりが余った。九則法を諸府に推し広め、横暴な官吏を降格させて苛政を取り除いた。1486年（成化22年）、老齢のため致仕した。1492年（弘治5年）1月26日、死去した。享年は75。